# 室川町

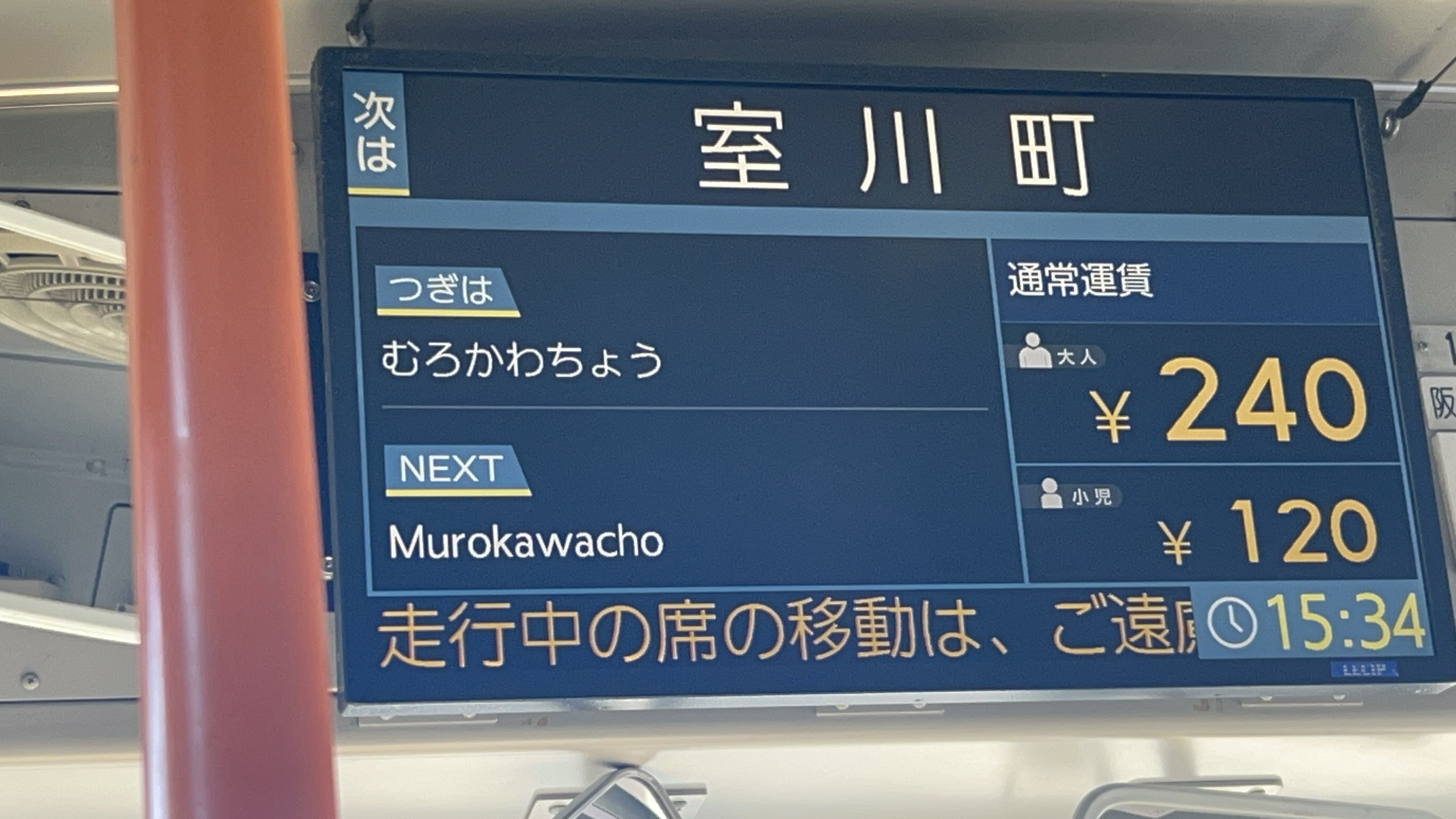
阪神バス室川町停留所案内

室川町（むろかわちょう）は、兵庫県西宮市にある町丁。郵便番号は662-0863。座標: 北緯34度44分45.092秒 東経135度20分32.794秒 / 北緯34.74585889度 東経135.34244278度

## 地理
東は青木町、西は越水町、南は中前田町、北は柳本町と隣接している。

## 交通

### 鉄道
鉄道は走っていない。

### バス
| 路線名     | 業者     | 起点         | 町内の停留所                   | 終点           |
| ---------- | -------- | ------------ | ------------------------------ | -------------- |
| 西宮山手線 | 阪神バス | （環状）     | （中前田町）-室川町-（柳本町） | （環状）       |
| 鷲林寺線   | 阪神バス | （環状）     | （中前田町）-室川町-（柳本町） | （環状）       |
| 11         | 阪急バス | 阪急甲東園駅 | （柳本町）-室川町-（中前田町） | 阪急西宮北口駅 |
| 16         | 阪急バス | 阪急甲東園駅 | （柳本町）-室川町-（中前田町） | 阪急西宮北口駅 |

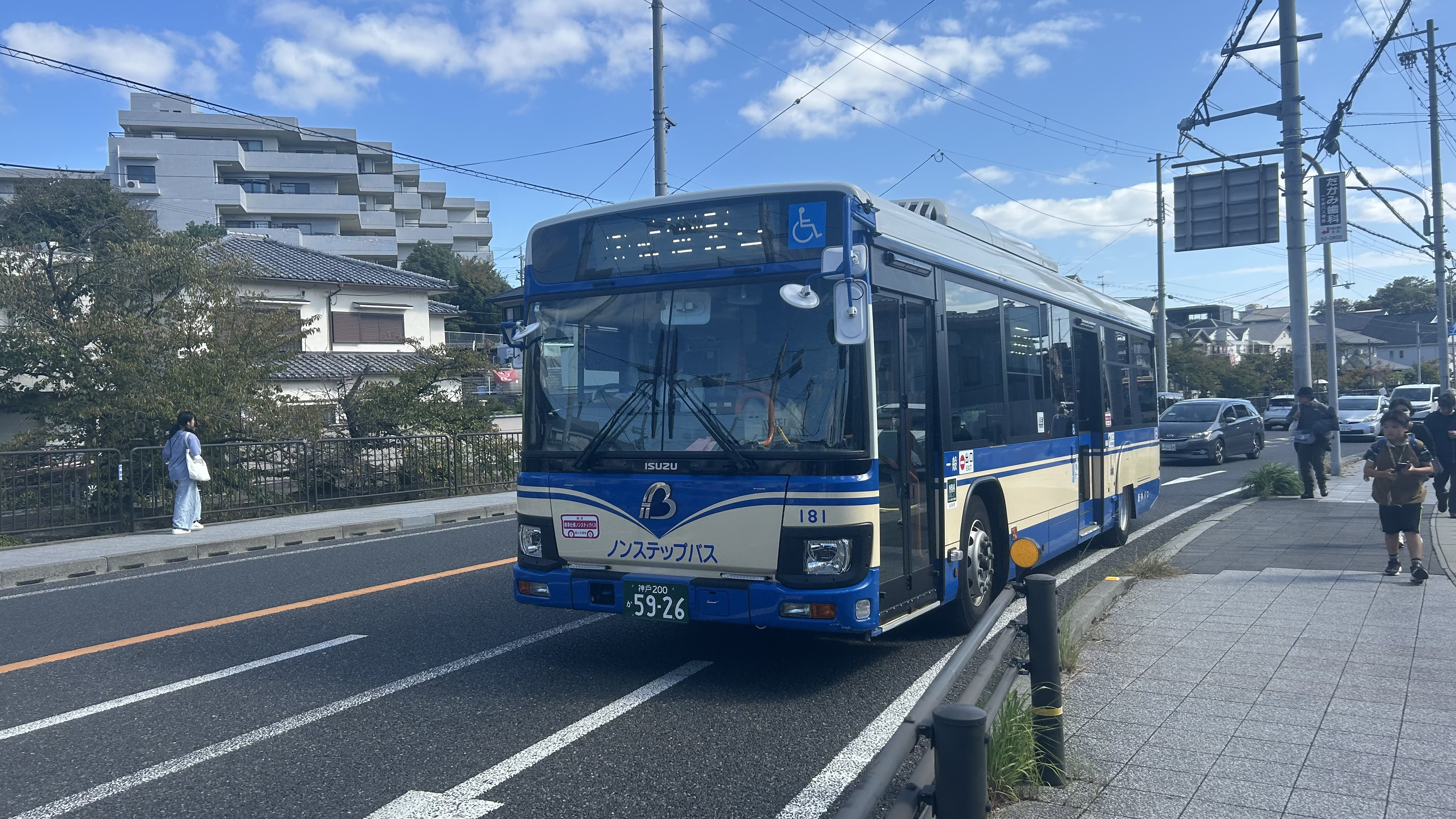
西宮山手線
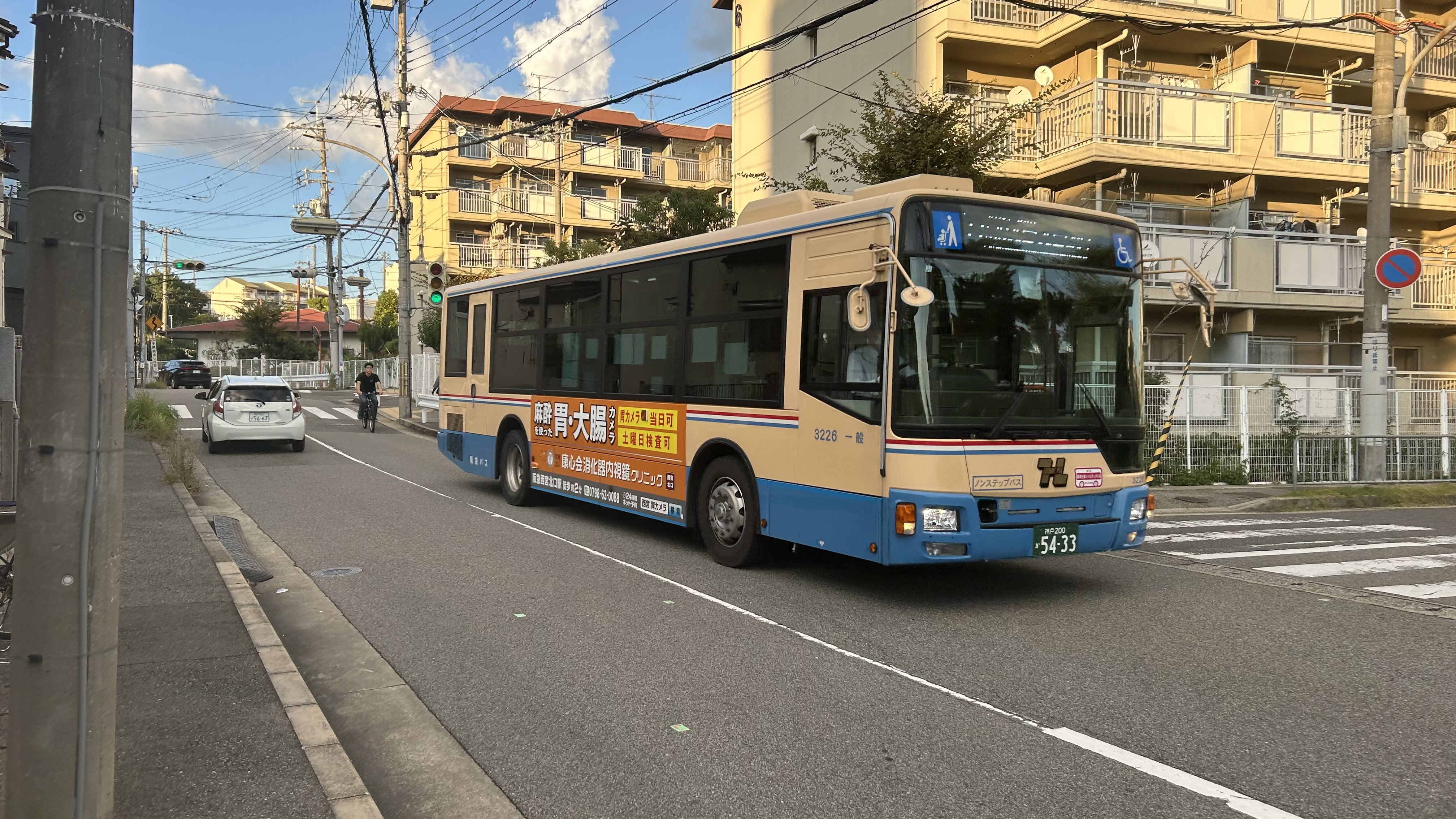
11系統

## 校区
出典:
| 区域 | 小学校     | 中学校     |
| ---- | ---------- | ---------- |
| 全域 | 平木小学校 | 平木中学校 |

## 施設
- 西宮渡辺病院
- 関西スーパー広田店
- 来来亭 西宮広田店
- ユニクロ 西宮室川店
- 和光幼稚園
- セブン-イレブン 西宮室川町店